# Дяків Осип Васильович
Осип Васильович Дяків  (псевдо: «Артем», «Гончарук», «Горновий», «Наум», «Осипенко», «Левадний», «Юріїв»; 21 червня 1921, с. Олесине, нині Тернопільський район — 28 листопада 1950, біля с. Великополе, Яворівського району) — український військовий , крайовий провідник ОУН Львівщини, теоретик і організатор боротьби УПА, заступник голови Генерального Секретаріату УГВР. Лицар Золотого та Срібного Хреста Заслуги.

## Життєпис

### Юні роки
Дяків Осип народився 21 червня 1921 року в с. Олесине, нині Козівський район, Тернопільська область, Україна (тоді Бережанський повіт, ЗУНР, окупована Польщею).
Будучи 13-літнім учнем середньої школи в місті Бережанах, стає членом підпільного юнацтва ОУН і бере активну участь у всіх сферах революційної праці з молоддю. Влітку 1940 р. вступає на філологічний факультет Львівського університету.

### Збройна та ідеологічна боротьба
20 вересня 1940 року в студентському гуртожитку його несподівано заарештовують більшовики. Майже рік тортур не приневолили його зрадити організаційні таємниці.
На початку війни Осип втікає з тюрми в місті Бердичеві. У 1941—1943 рр. він — член осередку пропаганди Бережанської округи ОУН, а в 1943—1944 рр. стає членом крайового проводу юнацтва ОУН на українських землях, членом редакційної колегії підпільного журналу «Юнак» та редактор журналу «Вісті» (під псевд.«Юріїв»). Від 1944 р. — член крайового проводу ОУН.
У 1944—1948 рр. Осип Дяків-Горновий — член головного осередку пропаганди при проводі ОУН, редактор підпільних революційних журналів, видань, листівок і звернень. Теоретик і організатор боротьби УПА, автор багатьох публіцистичних праць. Автор відомого гасла «Свобода народам! Свобода людині!».
Відстоював ідею ліквідацію СРСР на засадах незалежних держав в етнічних кордонах. У 1948 р. Осипа Дяківа запрошують на посаду крайового провідника ОУН Львівського краю. З 1949 р. він — член проводу ОУН на українських землях. У другій половині 1950 р. — член Української головної визвольної ради і заступник голови генерального секретаріату УГВР.
Постановою УГВР нагороджений Золотим Хрестом Заслуги і Срібним Хрестом Заслуги.

### Обставини загибелі
У другій половині серпня 1950 р. радянські органи посилили протиповстанські операції в Івано-Франківському (Янівському) районі з метою ліквідації окружного проводу ОУН Львівщини, на базі якого міг перебувати (і перебував у той час) крайовий провідник Осип Дяків-«Наум». В ніч з 27 на 28 серпня оперативно-чекістська група Управління МГБ, яка розробляла окружний провід, за агентурними даними в с. Добростани провела операцію під керівництвом старшого оперуповноваженого відділу 2-Н УМГБ майора Якушенка. В 3.00 на один з нарядів у господарстві Катерини Кулик натрапили три підпільники. В перестрілці один підпільник був убитий, двоє інших втекли. Один з них — районний референт СБ ОУН Городоччини Григорій Максимович-«Хмара» — був важко поранений, сховався в господарстві місцевого мешканця та підірвався гранатою. Тіло селяни закопали на городі, проте 31 серпня більшовики його знайшли і впізнали. Як згадувала зв'язкова Г. Максимовича Катерина Пилат, один колишній підпільник їй казав, що третім підпільником, який залишився живим, був Осип Дяків.
У жовтні 1950 р. при управліннях МДБ Львівської, Дрогобицької та Тернопільської областей були організовані спеціальні оперативні групи з метою активізації пошуку члена Проводу ОУН О. Дяківа-«Наума». У листопаді формування цих груп завершилося. Одночасно здійснено заходи, спрямовані на встановлення місць його перебування, насамперед на території Городоцького та Івано-Франківського районів, де попередньо вже фіксували його появу. Для проведення агентурної розвідки в с. Страдч була скерована кваліфікована агентка «Роза», яка поселилася там у своїх родичів і за короткий час встановила широкі зв'язки серед симпатиків підпілля. Агентка «Роза» була безпосередньо причетна до ліквідації Р. Шухевича. Дослідник Д. Ведєнєєв, з посиланням на З. Ластовецького, називає її справжнє ім'я — Анна Фроляк. Вона повідомила, що 5-6 жовтня в господарстві дяка місцевої церкви Степана Боровця переховувалися п'ятеро підпільників, один з яких за ознаками був подібний до «Наума». 12 листопада група мисливців в лісі на північ від села Страдч зіткнулася з одинадцятьма підпільниками. Мисливці також підтвердили присутність серед них особи, подібної до О. Дяківа, фото якого їм показали. Агентка «Роза» 20 листопада повідомила, що після зустрічі з мисливцями ця група ввечері прибула в господарство С. Боровця. Вночі в коморі відбулася нарада, яку проводив провідник високого рангу, а вранці повстанці пішли в прилеглий ліс. Отримавши ці відомості, МДБ УРСР ухвалило рішення про проведення масштабної чекістсько-військової операції у с. Страдч та прилеглих лісових масивах з метою пошуку та ліквідації О. Дяківа та інших підпільників. До неї було залучено 450—460 солдатів та офіцерів військ МДБ, очолювали керівні співробітники МДБ УРСР та управління у Львівській області. Серед них, були, зокрема, заступник начальника УМДБ у Львівській області полковник В. Фокін (здійснював загальне керівництво операцією), начальник відділу Управління 2-Н МДБ УРСР майор Богданов та начальник 3 відділення І відділу Управління 2-Н МДБ УРСР майор Г. Клименко (І відділ «розробляв» Провід ОУН). За планом, 23 листопада було блоковано села Страдч, Поріччя, Роттенган та Великополе, а пошукові групи мали розшукувати криївки в цих селах та прилеглих лісах. На випадок прориву повстанців в районі операції та за межею оточення були виставлені засідки і секрети. Операція розпочалася на світанку 24 листопада 1950 р. Увечері цього дня, о 21.45-22.00 на одну із засідок 6 роти 4 полку військ МДБ західніше с. Страдч потрапили два підпільники, які прямували до лісу. У перестрілці один із повстанців — окружний референт пропаганди ОУН Львівщини Петро Шатинський-«Крук» — відразу загинув, інший — бойовик Павло Леус-«Орест» — через село Великополе зумів пробитися до лісу, при цьому отримавши поранення у сутичці із ще однією засідкою. Масив відразу був блокований військами МДБ. Наступного дня, 25 листопада, о 24.00-00.15 на узліссі західніше с. Страдч в перестрілці із секретом 1 роти 3 окремого батальйону загинув бойовик О. Дяківа «Петро» (справжні ім'я та прізвище не встановлені), який ніс пошту на адресу «Наума» та 21 тисячу рублів. Це дало додаткову вказівку МДБ про перебування в цій місцевості крайового провідника ОУН Львівщини. Блокаду лісу було посилено, до прочісування району залучено 300 бійців МДБ.. В результаті ретельних триденних пошуків 28 листопада о 16.30 більшовики знайшли добре замаскований, капітально обладнаний бункер, в якому при вчиненні опору були знищені четверо підпільників: Осип Дяків-«Наум», Микола Мошончук-«Бор», кущовий провідник «Петро»-«Вибух» та бойовик «Бора» Павло Леус-«Орест». У вбитих вилучено 3 автомати, 2 рушниці, 5 пістолетів, гранати, набої, радіоприймач, підпільні документи і видання, а також продукти. В іншому бункері виявлено два радіоприймачі і багато речей. Трупи були доставлені до Львова для впізнання, яке здійснили колишні зв'язкові Р. Шухевича — Катерина Зарицька-«Монета», Галина Дидик-«Анна», Дарія Гусяк-«Дарка» і надрайонний референт СБ ОУН Городоччини Мирон Гельнер-«Остап».

## Нагороди
- Згідно з Наказом Головного військового штабу УПА 3/47 від 5.12.1947 р. співробітник Головного осередку пропаганди ОУН Осип Дяків — «Наум» нагороджений Бронзовим хрестом заслуги УПА.
- Згідно з Постановою УГВР від 1.11.1950 р. і Наказом Головного військового штабу УПА 1/51 від 25.07.1951 р. керівник Львівського крайового проводу ОУН, член УГВР Осип Дяків — «Горновий» нагороджений Золотим хрестом заслуги УПА.

## Вшанування пам'яті
Наказом ГВШ УПА ч. 3/52 від 12 жовтня 1952 р., на підставі рішення УГВР від 11 жовтня 1952 р., за великі заслуги в організації УПА, у військовому і політичному вишколі та вихованні кадрів УПА посмертно О. Дяківу-«Горновому» надано військовий ступінь підполковника-політвиховника з датою 28 листопада 1950 р. Такий же ступінь тоді отримали посмертно і колишні його зверхники — Яків Бусел-«Київський» та Йосип Позичанюк-«Євшан».
В десятиріччя створення Української Повстанської Армії 14 жовтня 1952 р. її Головний командир Василь Кук-«Коваль» видав наказ ч. 5/52, який зобов'язував усі клітини підпілля вшанувати мовчанкою всіх бійців і командирів УПА та учасників визвольного революційного підпільного руху, які полягли смертю героїв у боротьбі за визволення українського народу з неволі. Під час мовчанки зачитати імена тих, хто поклав найбільші заслуги в утворенні Української Повстанчої Армії і у розквіті її військово-бойових і морально-політичних сил. Серед кількох десятків імен згадано і підполковника Осипа Дяківа-«Горнового» — члена політвиховного відділу при Головній Команді УПА та виконувача обов'язків командира ВО-2 «Буг».
Посмертно Українська Головна Визвольна Рада, Головне командування УПА і Провід ОУН на українських землях так характеризували роль О. Дяківа у національно-визвольному русі:

| «Своєю всесторонньою діяльністю славної пам'яті друг Дяків-Горновий вніс величезний вклад у справу Української Національної Революції, в справу боротьби за визволення українського народу. За це нагороджено його двома найвищими нагородами — Золотим і Срібним* Хрестом Заслуги. Особливу цінність для українського руху мають його ідеологічно-політичні праці і статті, що з'являються першорядною зброєю в боротьбі з большевизмом і які заслужено прославили його ім'я не тільки в Україні, але і широко поза кордонами СССР. Сила аргументації ідеологічно-політичних праць сл. п. др. Горнового така правдива, логічна і гостра, що переконує кожну людину доброї волі і переставляє її на бік українського визвольного руху. В особі сл. п. друга О. Дякова-Горнового український революційно-визвольний рух втратив не тільки талановитого журналіста, пропагандиста і трибуна ідей української Революції, глибокорозумного політичного керівника, здібного організатора, виховника і вишкільника, але також любимого друга, людину з чулим і скромним серцем, тверезим вольним характером, життєрадісною бадьорою вдачею. Величня постать сл. п. друга О. Дякова-Горнового, його світле ім'я, його революційні думки і діла назавжди лишаться у нашій пам'яті і запалюватимуть наші серця вогнем священної посвяти й додаватимуть сил у дальшій боротьбі за Волю, за Українську Самостійну Соборну Державу. Вічна слава Героєві Української Національної Революції!» |
У селі Олесине на Козівщині біля школи споруджено пам'ятник О. Дяківу-Горновому.
- 8.10.2017 р. від імені Координаційної ради з вшанування пам'яті нагороджених Лицарів ОУН і УПА у с. Бишки Козівського р-ну Тернопільської обл. Золотий хрест заслуги УПА (№ 001) та Бронзовий хрест заслуги УПА (№ 004) передані Тетяні Лапці, племінниці Осипа Дяківа — «Горнового», «Наума».

## Публіцистика Дяківа-Горнового
- «Яка філософія зобов'язує членів ОУН?»,
- «На большевицькому ідеологічному фронті»,
- «СССР — країна найжорстокішого гноблення народів і визиску»,
- «Наше становище до російського народу»,
- «Про свободу преси в СССР» [Архівовано 2 березня 2011 у Wayback Machine.],
- ВКЛАД ОУН У СПРАВУ ТВОРЕННЯ І РОЗБУДОВИ УПА,
- «Шовіністичне запаморочення та русифікаційна гарячка большевицьких імперіалістів»,
- «Чому ми в нашій боротьбі ставимо на власні сили українського народу»,
- «Як постала і розвинулася більшовицька тюрма народів СРСР» та ін.
- Зібрання творів «Ідея і Чин» (1968, вид-во Т-ва колиш. вояків УПА (Нью-Йорк, Торонто, Мюнхен);
- Зб. ст. «The USSR Unmasked» («СРСР без маски») (1976, м. Нью-Йорк).